# بنك سيتيك الصيني

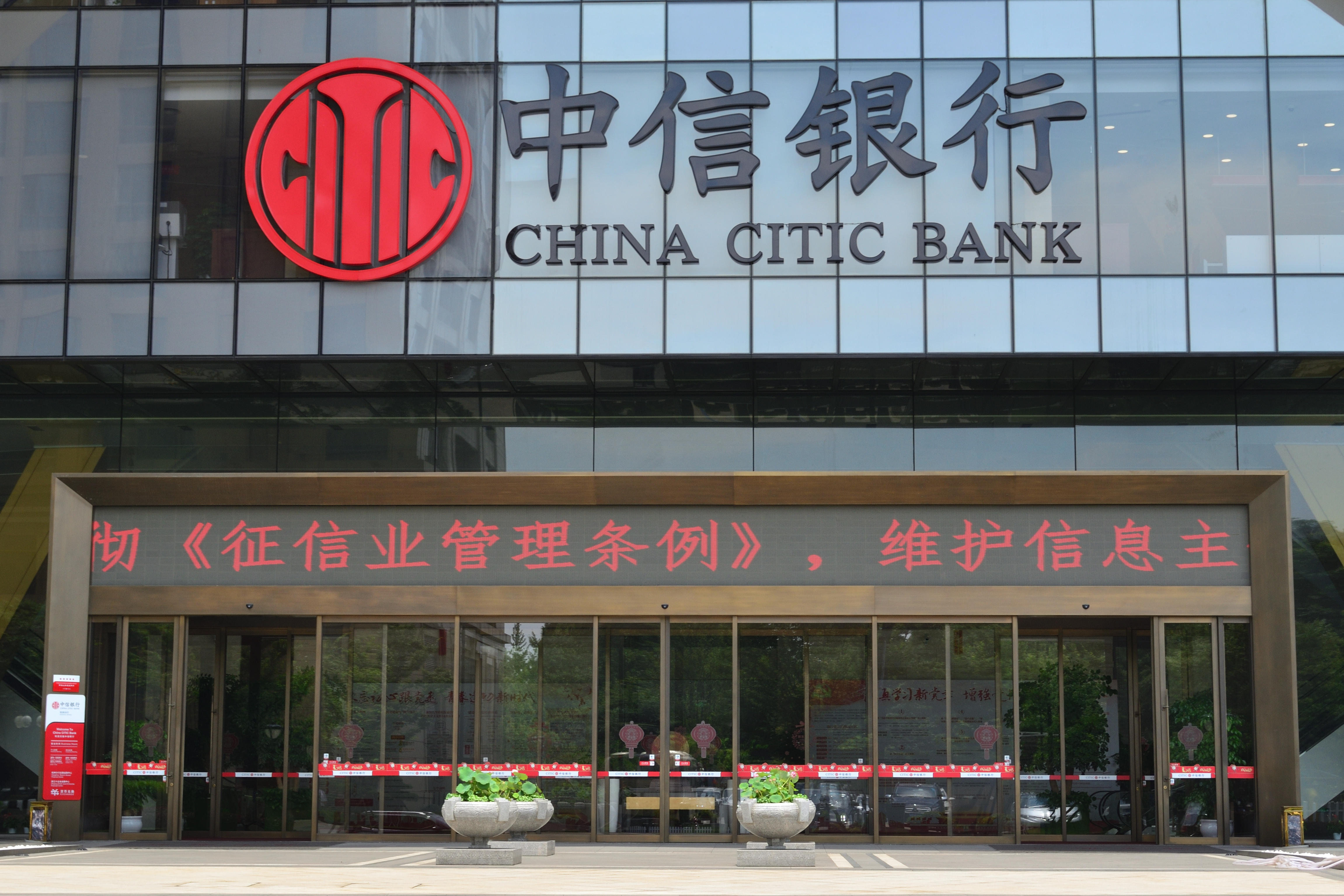
بنك سيتيك الصيني في هانغتشو

بنك سيتيك الصيني هي سابع أكبر بنك في الصين من حيث إجمالي الأصول.[بحاجة لمصدر] وكان يعرف باسم بنك سيتيك الصناعي حتى تغيّر اسمه في أغسطس 2005. [بحاجة لمصدر] إلى تشاينا سيتيك بنك ، الذي أنشئ في عام 1987 ، هو بنك تجاري وطني شامل المنحى دوليا. يعمل البنك في ما يقرب من 130 دولة ، ويحافظ على موطئ قدم قوي في الصناعة المصرفية في البر الرئيسي. يدير البنك 78 فرعا في البر الرئيسي ، و 622 فرعا فرعيا ، يقع في المناطق المتقدمة اقتصاديا في الصين. في المجموع ، يوجد 773 مكتب فرعي في الصين ، اعتبارًا من الربع الأخير من عام 2011.